# Léo Schnug

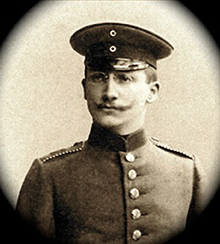
Léo Schnug 1914

Léo Schnug (* 17. Februar 1878 in Straßburg, Deutsches Reich; † 18. Dezember 1933 in der Heilanstalt Stephansfeld, Frankreich) war ein elsässischer Maler und Graphiker des Jugendstils.

## Leben
Schnug wuchs in Lampertheim im Heimatort seiner Mutter Marguerite Lobstein auf. Sein Vater war Justizangestellter, war aber früh in der Jugendzeit von Schnug wegen einer Geisteskrankheit in einer Anstalt. Er besuchte die Kunstgewerbeschule in Straßburg. In jungen Jahren war er Mitarbeiter (Illustrator) im Verlag von Gerlach & Schenck in Wien und 1898 von Nikolaus Gysis in München, bei dem er auch an der Akademie studierte (1895 bis 1900). Danach zog er wieder nach Straßburg. Er malte Wandgemälde historischen (meist mittelalterlichen) Inhalts, so in der Höheren Mädchenschule in Straßburg (1904, Einzug Kaiser Sigismunds in Straßburg als Fresko), im Löwenbräu in Straßburg (1905) und im Haus Kammerzell (1904 bis 1906) in Straßburg, in der Hohkönigsburg (im Auftrag des Kaisers Wilhelm II.1912 bis 1914) und im Neuen Wartburg Gasthof. Von ihm gab es auch viele Radierungen, Werbeplakate, Ex-Libris, Dekorations- und Kostümentwürfe für das Straßburger Stadttheater, Aquarelle und Zeichnungen. Seine historischen Skizzen zum Beispiel aus dem Leben der Landsknechte oder der Napoleonischen Armee waren zu seiner Zeit sehr gesucht und wurden schon zu Lebzeiten gefälscht. Er gehörte zum elsässischen Künstlerkreis Cercle de Saint-Léonard (sie trafen sich regelmäßig zu Kunschthaaf genannten Gelagen).
Im Ersten Weltkrieg war er Unteroffizier in der deutschen Armee, wurde aber bald wegen exzessiver Trunkenheit entlassen. Sein Alkoholkonsum führte dazu, dass er 1918/19 das erste Mal freiwillig in der psychiatrischen Anstalt Stefansfeld war. Nach dem Tod seiner Mutter 1921, der ihn schwer traf, verschlimmerte sich sein Zustand (schon sein Vater war geisteskrank gewesen) und er wurde in Stefansfeld eingewiesen, wo er starb. Er liegt in Lampertheim begraben.

## Galerie

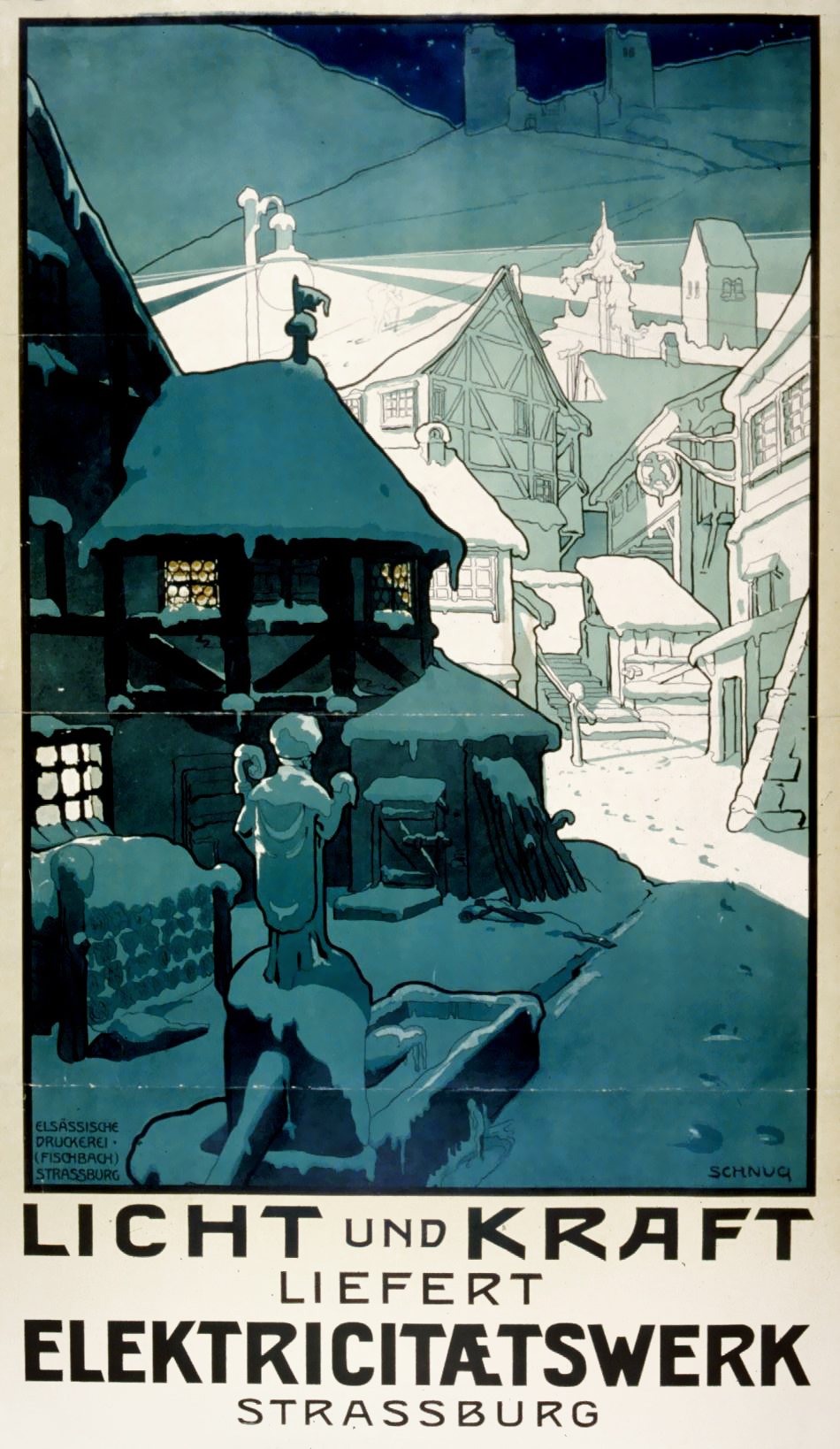
Plakat für das Elektrizitätswerk Straßburg
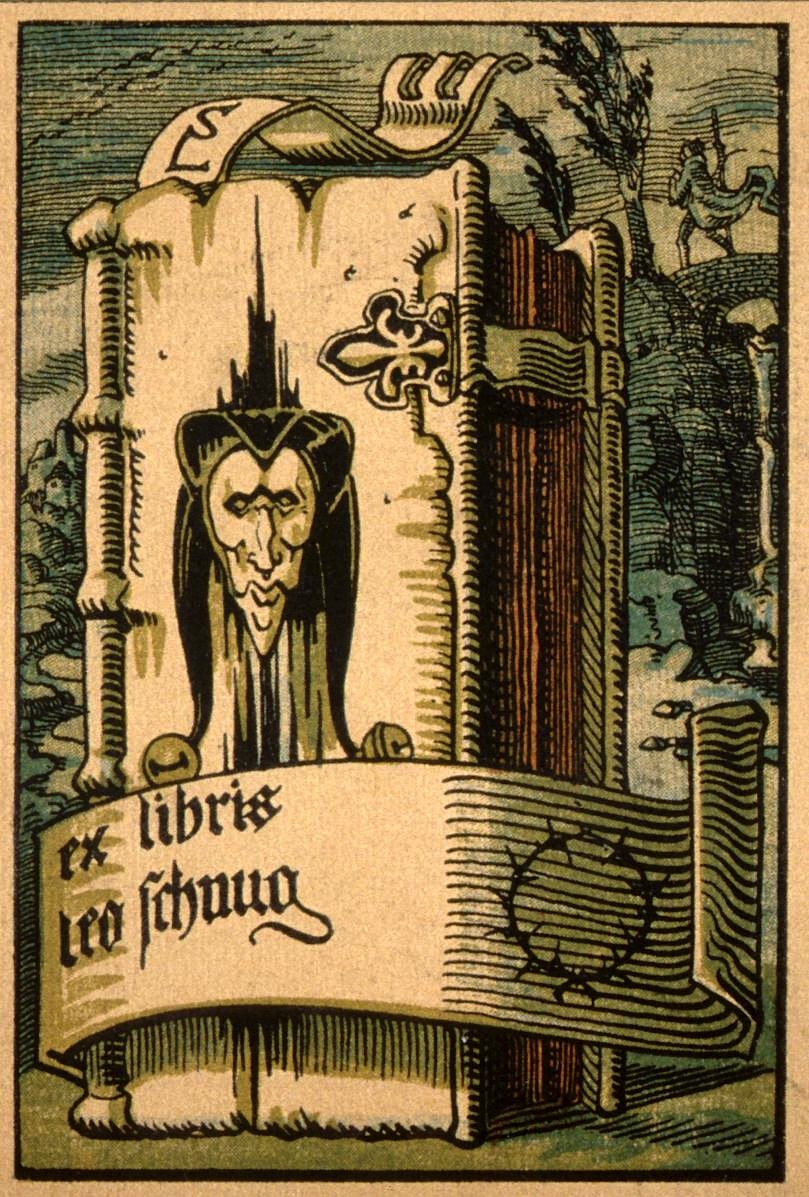
Ex-Libri von Schnug
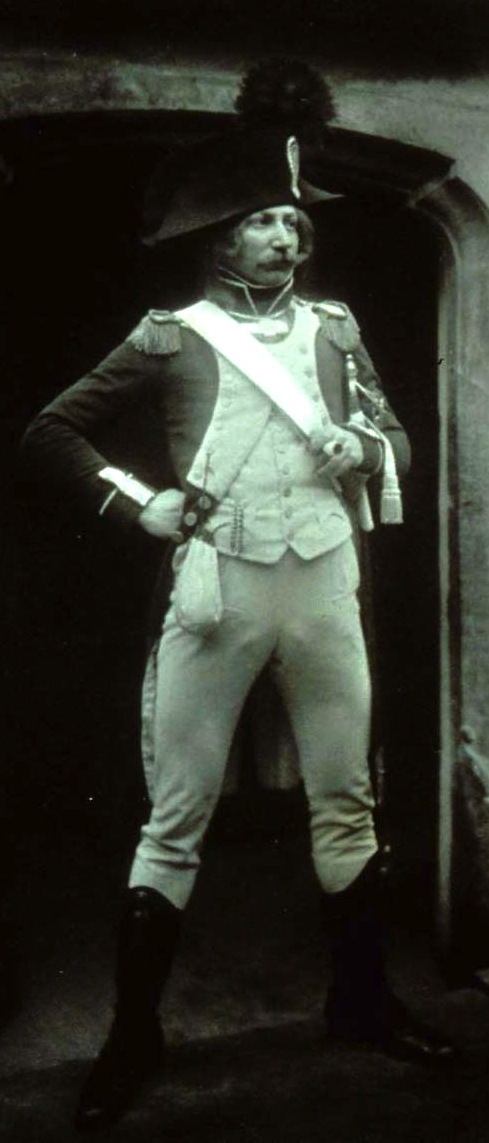
Schnug auf dem Erckmann-Chatrian Fest in Straßburg 1908 als Revolutionssoldat (die Feste wurden vom Musée Alsacien organisiert)
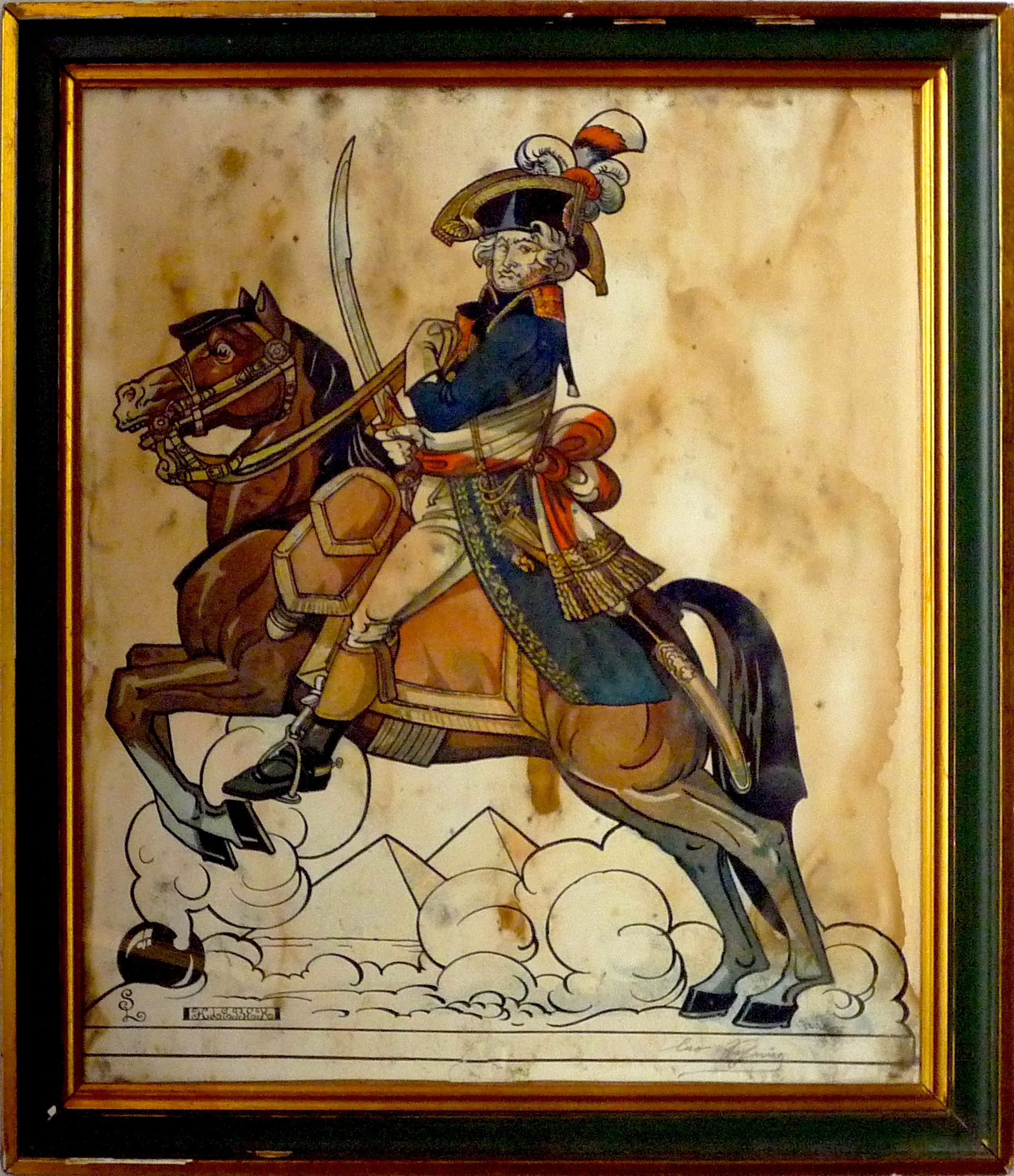
General Kléber von Schnug, 1908
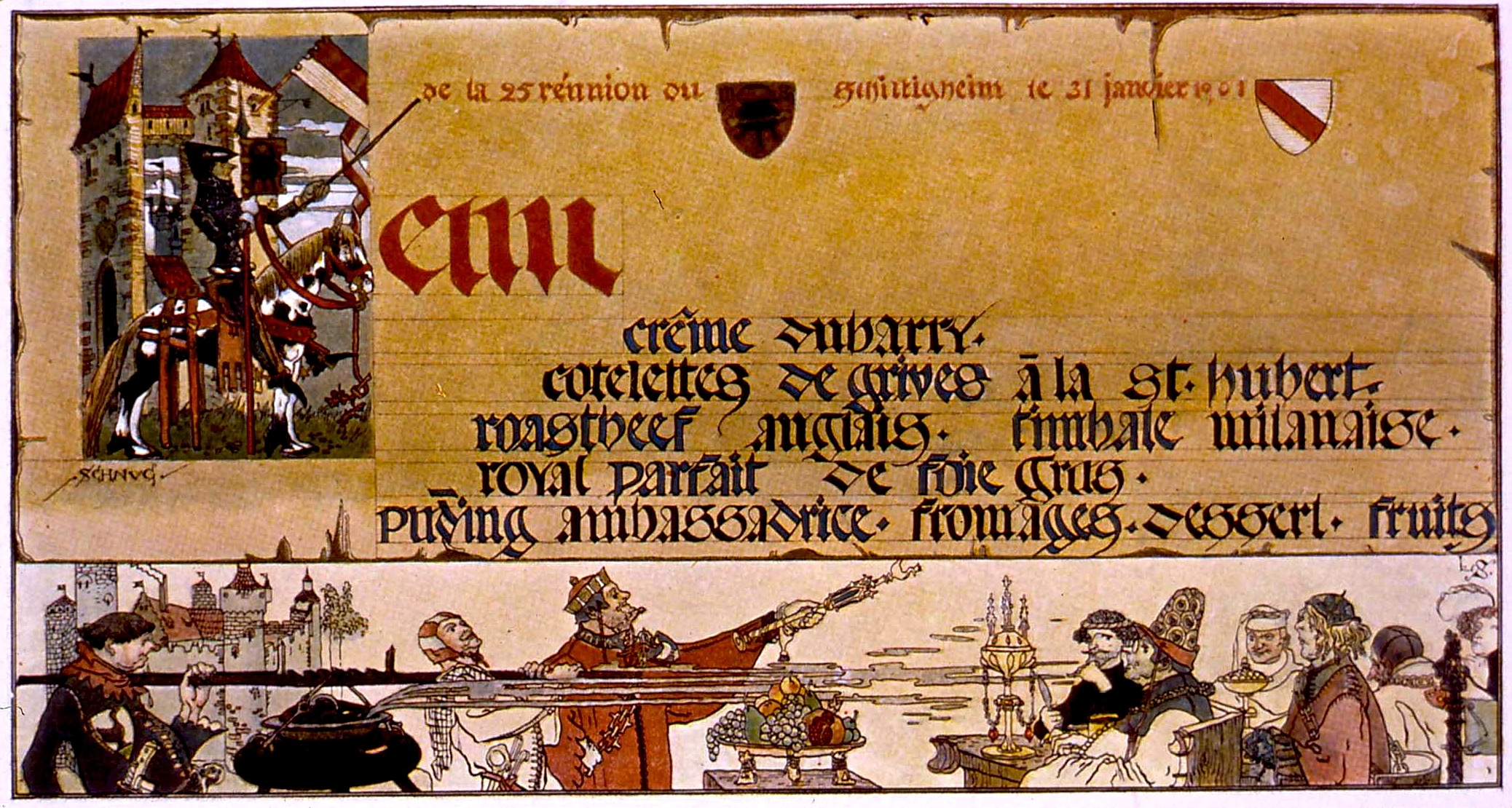
Menükarte von Schnug für die Kunschthaaf 1901
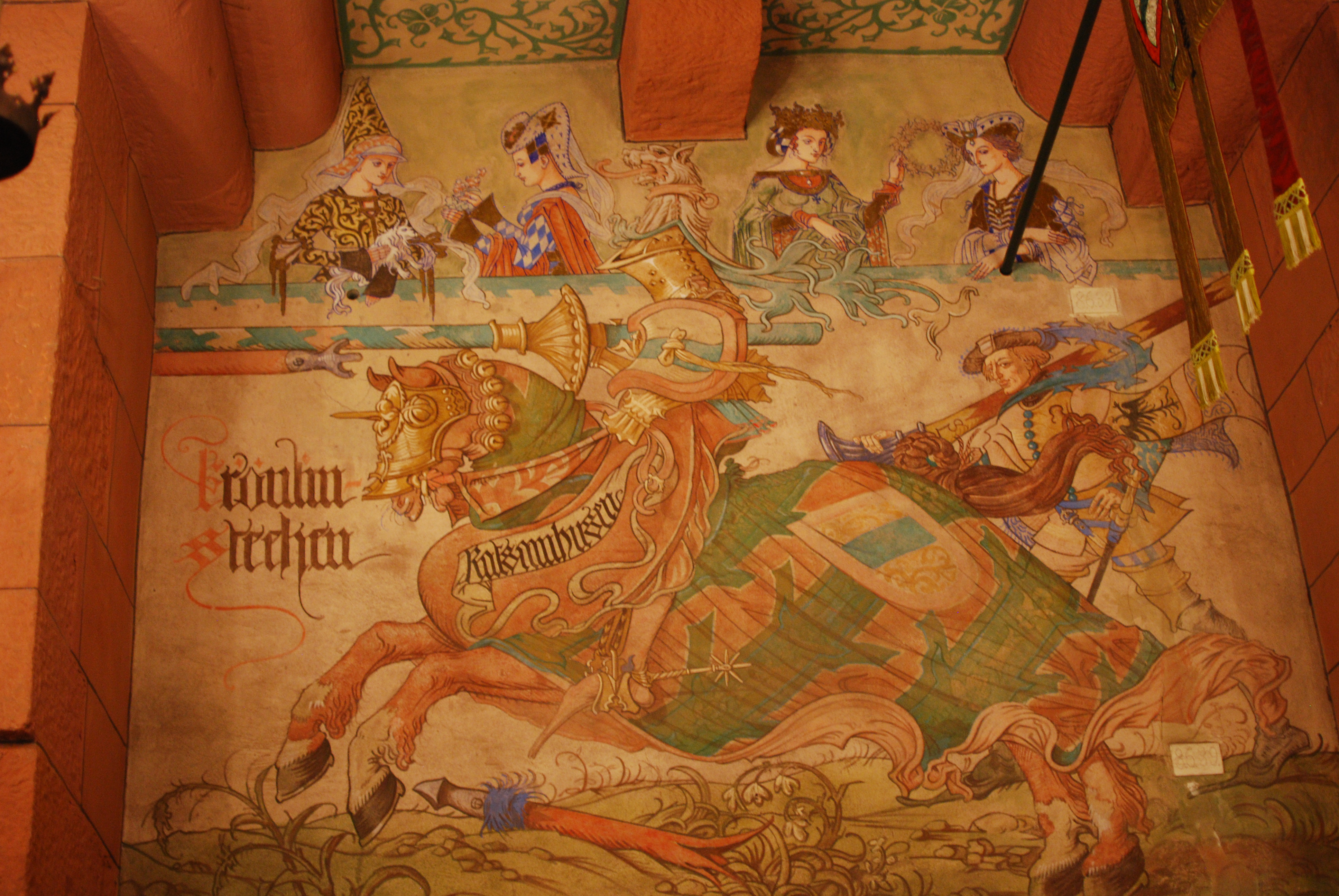
Ritterfresken im Bankettsaal Hohkönigsburg
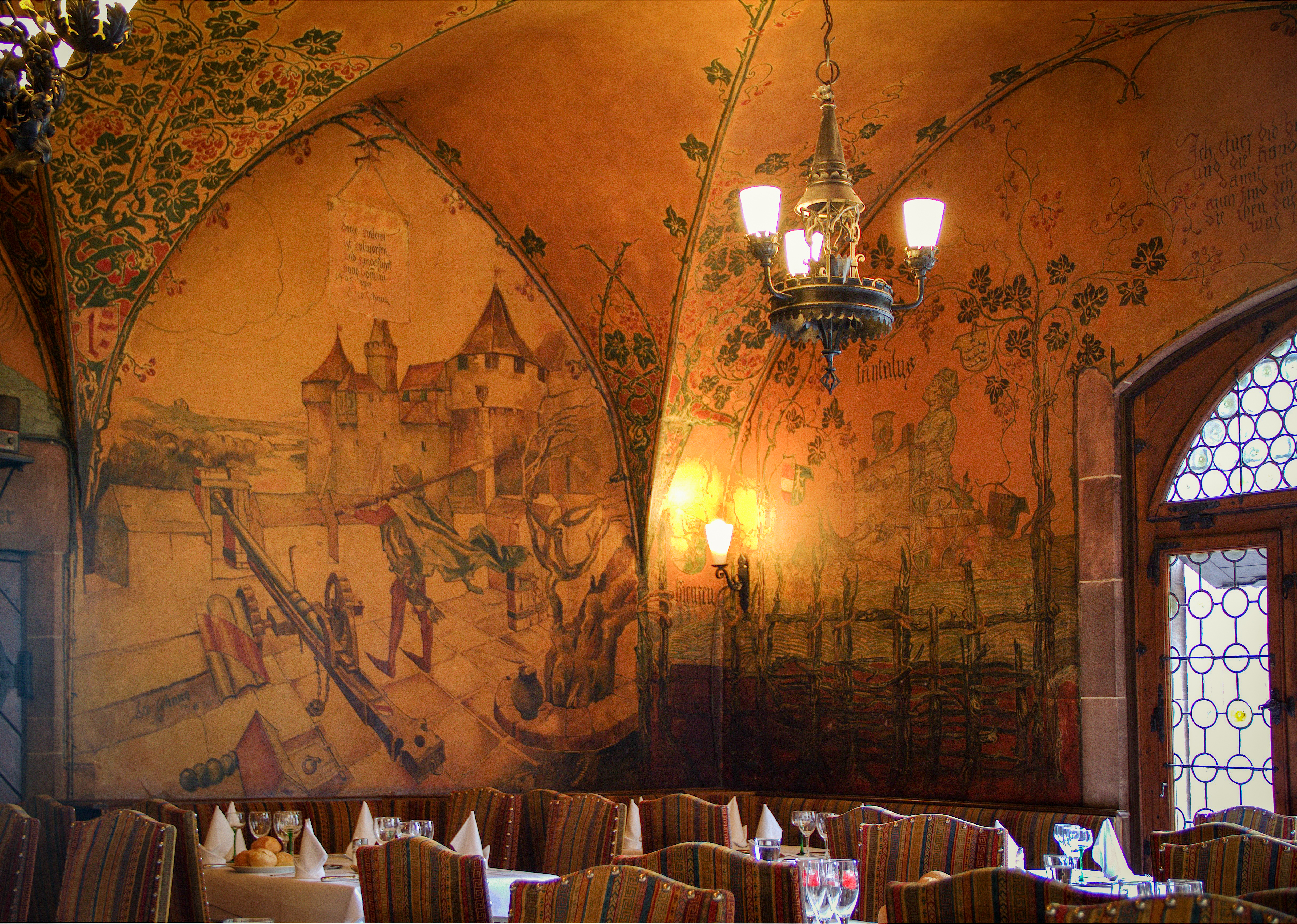
Wandgemälde im Haus Kammerzell in Straßburg
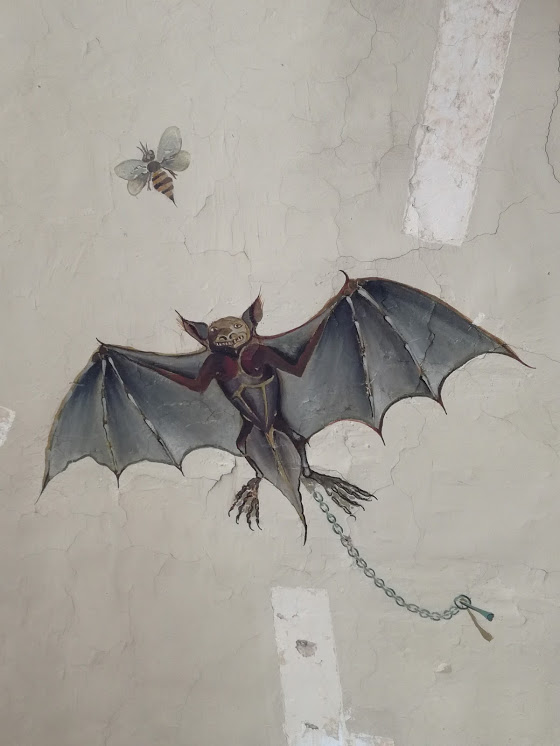
Fledermaus von Schnug an der Boutique Culture in Straßburg
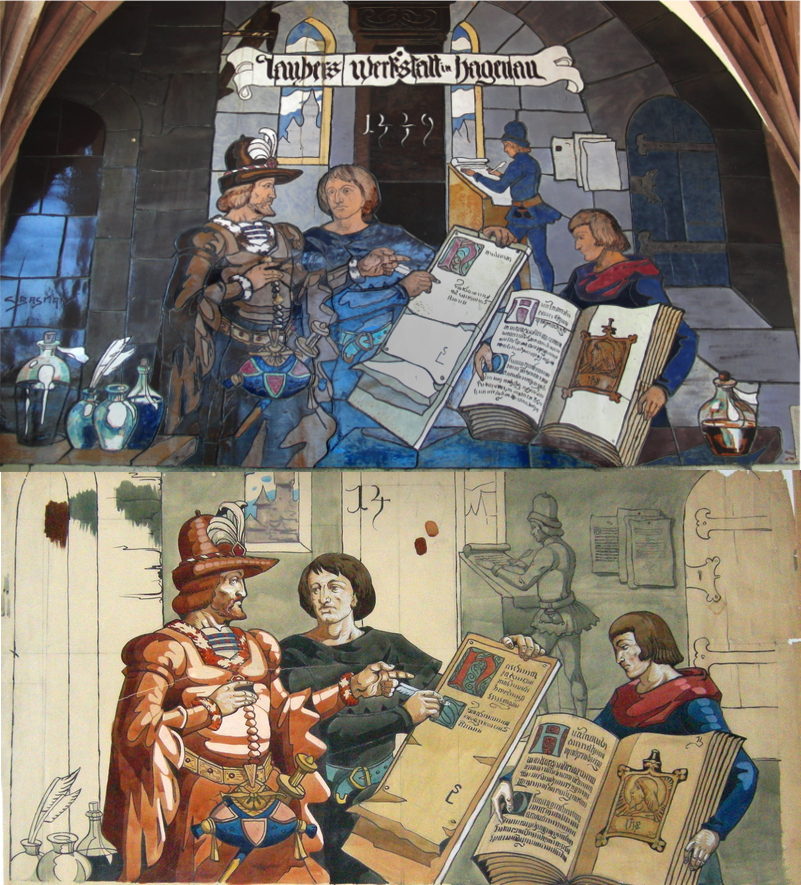
„Die Werkstatt des Diebold Lauber“ im Musée historique de Haguenau
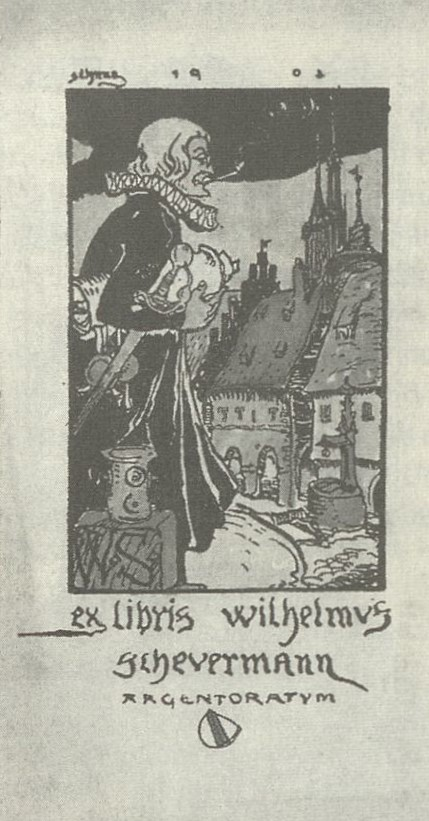
Exlibris Wilhelm Scheuermann (1902)

## Schriften
- Bilder aus vergangener Zeit, Straßburg 1909 (Sammelmappe).